# La Esperanza (Mendoza)
La Esperanza es una localidad ubicada en el distrito El Mirador del departamento Rivadavia, provincia de Mendoza, Argentina.
Se encuentra en el cruce de las calles Guillermo Cano y Estrada, 4 km al sur de la cabecera distrital. Además del Barrio, La Esperanza está constituido por el Barrio Cooperativa El Mirador, de reciente construcción.